# Tops (バンド)
TOPS（トップス）は日本のバンド。1986年に結成、1991年に解散。TOPSという名称は『東京・大阪・パーでんねんスペシャル』の略で付けられたと謂れる。
強力なホーンセクションと3名体制のボーカルで、迫力ある演奏を聴かせるファンク系バンドであった。

## 概要・来歴
1980年に三井雅弘を中心に京都で結成されたファンクバンドITACHI!!（イタチ）が前身で、京阪神のライブハウスを中心に活動していた。数年の内に関西のライブハウスで最も客を動員できるバンドの一つとして注目を集め、憂歌団らの所属事務所のユニオンシャッフルに所属しながら、嘉門達夫のバックバンドを務めた。前事務所を退社直後に拠点を東京に移した。女性ボーカル2名を加え、新田一郎のプロデュースにより、10名体制のTOPSとして1986年にビクター音楽産業からメジャー・デビューした。
京都時代の『汗臭くて泥臭くて男臭いファンク』とは正反対の『近未来を意識し過ぎた』メジャーデビューに際してのビジュアルコンセプトは、プロデューサー・後に所属事務所の社長となる新田一郎がかつて在籍していた、スペクトラムと類似していた。1986年のデビュー・アルバム『「ヤ」なものは「ヤ」』全曲の作詞をハルメンズの佐伯健三が手がけ、汗臭さは影をひそめた。翌1987年のシングル「黒い炎」（チェイスの楽曲「Get It On」のカバー。日本語詞は山口のばら（サンプラザ中野）。）、1988年の「タイムマシンにおねがい」のカバーがスマッシュヒットした。多くの音楽番組に出演し、全国区に名が知られるようになった。同曲発表時からリード・ボーカルが三井雅弘から山際祥子に交代し、同時に洋楽のカバーを数多く取り入れるようになった。1989年には大幅なメンバーチェンジが行われ、正式名称も『THE TOPS』と変更された。高橋留美子原作のアニメOVA「ザ・超女」のサウンドトラック盤には『山際祥子 with TOPS』名義で参加している。
1989年、ベーシストの和佐田達彦（バーベQ和佐田）が爆風スランプへ移籍加入し、それに伴う大幅なメンバーチェンジを機に三井がTOPSを脱退した。1991年にTHE TOPSは解散となった。
のち、三井と和佐田は前身バンドのITACHI!!の名を回復させ、「一夜限り」など限定期間で1993年3月・2006年11月・2012年に公演を行っている。「MOTTO〜イヤなものはイヤといえ」など楽曲の一部を三井がYouTubeに公開した。山際祥子は2016年現在、歌手・音楽活動と自由が丘で整体治療院を営んでいる。
2024年1月27日、三井、山際、舘野、和佐田、堀尾、寺内にサポートメンバーを加えた編成でTOPS名義で二子玉川GEMINIにて公演を行う。

## メンバー

### TOPS（第1期）
- 三井雅弘（ボーカル・コーラス）
- 山際祥子（ボーカル・コーラス）
- 館野江里子（ボーカル・コーラス）
  - 今中の脱退後、一部キーボードも担当。
- 宅間顕 （ギター）
- 和佐田達彦 （ベース）
  - 脱退後、爆風スランプに加入、バーベQ和佐田と名乗る。
- 堀尾哲二 （ドラムス）
- 川嵜淳一 （トランペット）
- 寺内茂 （トランペット）
- 今中一彦 （キーボード）
  - 2ndアルバム発売後に脱退。
- 工藤隆 （トロンボーン）

### THE TOPS（第2期）
- 山際祥子 （ボーカル・コーラス）
- 館野江里子 （ボーカル・コーラス）
- 熊丸久徳 （ドラムス）
  - 加入前はZIG ZAGのドラマーとして活動。
- 橋本基 （ベース）
- 福場潤 （ギター）
- 山際築 （キーボード）
- 川嵜淳一 （トランペット）
  - この時期、爆風スランプのファンであった池沢理美と爆風スランプのファンキー末吉が参加していたBBS上で知り合いになり、漫画のモデルにされる。（『かっとびニューヨーカー』(2)に「川崎」という名で登場する。）
- 寺内茂 （トランペット）
- 工藤隆 （トロンボーン）

## 作品

### シングル
- それ行けBOYS!（1986年6月21日、SV-9136）
  - A面 それ行けBOYS!
    - 作詞　佐伯健三　作曲　THE TOPS

  - B面 世界の天気屋
    - 作詞　佐伯健三　作曲　THE TOPS

- アンモナイトな夜（1986年10月21日、SV-9178）
  - A面 アンモナイトな夜
    - 作詞　栃内淳　作曲　工藤隆

  - B面 そーしまっか
    - 作詞　三井雅弘　作曲　堀尾哲二／THE TOPS

- 黒い炎 （1987年4月21日、SV-9236）
  - A面 黒い炎 GET IT ON
    - 作詞・作曲：Terry Richards & Bill Chase ／訳詞：サンプラザ中野

  - B面 黒い炎 MODERN VERSION
    - 作詞・作曲：Terry Richards & Bill Chase ／訳詞：サンプラザ中野

- VEHICLE（1987年7月21日、SV-9263）
  - A面 VEHICLE
    - 作詞・作曲：Jim Peterik ／訳詞：山口のばら

  - B面 はるかなる想い(When I Need You)
    - 作詞・作曲：Leigh Harline - Ned Washington ／訳詞：山口のばら

- She's A Lady （1987年11月21日、SV-9298）トム・ジョーンズの同名曲（1971年リリース）のカバー
  - A面 She's A Lady（Another Version）
    - 作詞・作曲：Paul Anka ／訳詞：山口のばら

  - B面 Sugar Baby Love
    - 作詞・作曲：Wayne Bickerton - Tony Waddington ／訳詞：山口のばら

- LOVING YOU （1988年7月1日、SV-9365）
  - A面 LOVING YOU
    - 作詞　サンプラザ中野　作曲　八木正生　編曲　TOPS

  - B面 LOVING YOU（English Version）
    - 作詞　サンプラザ中野　訳詞　J.Carlos　作曲　八木正夫　編曲　TOPS

- ロマンのChampion （1988年10月5日、SV-9379）
  - A面 ロマンのChampion
    - 作詞　山口のばら　作曲　鍵山稔　編曲　TOPS

  - B面 ダンスホール
    - 作詞　山口のばら　作曲　黒川敦子

- タイムマシンにおねがい（1989年4月6日、VDR-15002）
  - タイムマシンにおねがい
    - 作詞　松山猛　作曲　加藤和彦　

  - タイムマシンにおねがい (Instrumental)
    - 作曲　加藤和彦

  - Burning Love
    - 作詞・作曲　DENNIS LINDE　編曲　TOPS

  - HOLD ON! I AM COMIN'(Funky Mix)
    - 作詞・作曲　David Porter - Isaac Hayes ／訳詞　山口のばら

- I, My, Mine（1989年10月21日、VDRS-10005）
  - I, My, Mine
    - 作詞　山際よしこ　作曲　工藤隆　編曲　THE TOPS

  - Merry X'mas & A Happy New Year
    - 作詞　山際よしこ　作曲　山川恵津子　編曲　THE TOPS

  - I, My, Mine (Instrumental)
  - Merry X'mas & A Happy New Year (Instrumental)

### アルバム
- 「ヤ」なものは「ヤ」 （1986年2月21日、VDR-1151）
  1. ジャッキーくん
  2. 世界の天気屋
  3. ジーナは女神
  4. ジュエリー ラバー
  5. それ行け Boys!
  6. Do Yo Funk （ドー ヨー ファンク）
  7. マシンファイター 〜ビジネス戦士にささぐ〜
  8. 秘境にナイトライフ
  9. 「ヤ」なものは「ヤ」
- LUCKY HORROR SHOW （1986年10月21日、VDR-1303）
  1. そーしまっか
  2. プリプリベイビー
  3. アンモナイトな夜
  4. くじけた瞳のDreamer
  5. 舞踏会の人魚
  6. Vitamin Lover
  7. ごはんができた
  8. N.G.
  9. Gotandaララバイ
  10. Motto!
  11. Good Bye 茶っきり娘
  12. 気分は地平線
- VEHICLE （1987年8月5日、VDR-1396）
  1. Hold On! I'm Comin'
  2. Get Back
  3. She's A Lady
  4. Gimme Dat Ding
  5. Vehicle
  6. Sugar Baby Love
  7. Move Over
  8. 黒い炎 (Get It On)
  9. Take Me In Your Arms
  10. 星に願いを
- Romanesque Champion （1988年10月21日、VDR-1559）
  1. クロコダイル・ロック
  2. 胸いっぱいの愛を
  3. Loving You
  4. プラタナス
  5. One More Chance
  6. タイムマシンにおねがい
  7. ダンスホール
  8. ロマンのChampion
  9. It's Japanese Radio Days
  10. I'm A Man
- SOUL CHILDREN （1989年11月21日、VDR-1642）
  1. SOUL CHILDREN
  2. I, My, Mine
  3. 雨が降る
  4. 20世紀
  5. Let's Groove -ちっぽけな地球の夜を止めないで-
  6. Merry X'mas & Happy New Year
  7. Lonely cry, Blue!
  8. 日曜日の夜
  9. あと1cm
  10. Da! Da! Da! Dancin'!!
  11. SOUL CHILDREN (reprise)

#### ベスト・アルバム
- TOPS THE BEST （1991年2月21日、VICL-120）
  1. 世界の天気屋
  2. 「ヤ」なものは「ヤ」
  3. そーしまっか
  4. プリプリベイビー
  5. 黒い炎 (Get it On)
  6. Vehicle
  7. She's A Lady
  8. Move Over
  9. タイムマシンにおねがい
  10. 胸いっぱいの愛を
  11. Loving You
  12. ロマンのChampion
  13. SOUL CHILDREN
  14. I, My, Mine
  15. FRIENDS
  16. はるかなる想い (When I Need You)

## タイアップ一覧
| 使用年             | 曲名             | タイアップ                                                   |
| ------------------ | ---------------- | ------------------------------------------------------------ |
| 山際祥子 with TOPS |                  |                                                              |
| 1986年             | 緑のララバイ     | OVA『ザ・超女』挿入歌                                        |
| TOPS               |                  |                                                              |
| 1986年             | 世界の天気屋     | 関西テレビ・フジテレビ系『さんまのまんま』エンディングテーマ |
| 1987年             | She's A Lady     | あべのアポロ「ザ・バーゲン」CMソング                         |
| 1988年             | LOVING YOU       | 松竹映画 特撮SFX人形劇『西遊記』主題歌                       |
| 1988年             | ロマンのChampion | DRIVERS SCHOOL「WATANABE」イメージソング                     |